# Liste der Kulturdenkmäler in Hamburg-Billstedt
Die Liste der Kulturdenkmäler in Hamburg-Billstedt enthält die in der Denkmalliste ausgewiesenen Denkmäler auf dem Gebiet des Stadtteils Billstedt der Freien und Hansestadt Hamburg.
Basis ist der Datensatz Denkmalliste Hamburg auf dem Transparenzportal Hamburg. Dieser enthält alle Objekte, die rechtskräftig nach dem Hamburger Denkmalschutzgesetz vom 5. April 2013 unter Denkmalschutz stehen (§ 6 Abs. 1 DSchG HA) oder zumindest zeitweise standen. Die Denkmalliste steht auch als PDF-Dokument zur Verfügung. Alle Denkmäler in Billstedt, die schon nach dem Denkmalschutzgesetz vom 3. Dezember 1973, zuletzt geändert am 27. November 2007, unter Denkmalschutz standen, sind auch auf der Liste der Kulturdenkmäler im Hamburger Bezirk Hamburg-Mitte zu finden.

## Legende
- ID: Gibt die vom Denkmalschutzamt Hamburg vergebene Objekt-ID (Identifikationsnummer) des Kulturdenkmals an, (in Klammern gegebenenfalls die Denkmalnummer nach altem Denkmalschutzgesetz).
- Adresse: Nennt den Straßennamen und, wenn vorhanden, die Hausnummer des Kulturdenkmals. Die Grundsortierung der Liste erfolgt nach dieser Adresse.
- Art: Zeigt an, ob es ein Objekt („O“) oder ein Ensemble („E“) ist.
- Datierung: Gibt die Datierung an; das Jahr der Fertigstellung bzw. den Zeitraum der Errichtung.
- Ensemble: Gibt die Nummer des Ensembles an, zu der das Objekt gehört, bzw. bei Ensembles die Nummer des Ensembles selbst.

Hinweis: Die Grundsortierung der Liste erfolgt nach der Adresse und ist alternativ nach ID, Art (Objekt oder Ensemble), Typ, Datierung, Entwurf oder Kurzbeschreibung sortierbar.

| ID           | Adresse | Art | Typ                                                                   | Kurzbeschreibung                                                                                | Datierung           | Entwurf | Ensemble | Bild           |
| ------------ | --- | --- | --------------------------------------------------------------------- | ----------------------------------------------------------------------------------------------- | ------------------- | --- | -------- | -------------- |
| 30188        | An der Glinder Au 6, Mümmelmannsberg 7a, 7b, 7c (Lage)                                                         | E   |                                                                       | An der Glinder Au / Mümmelmannsberg                                                             |                     | | 30188    | BW             |
| 14301        | An der Glinder Au 6 (Lage)                                                                                     | O   | Mühlenensemble                                                        |                                                                                                 | 18. Jh., ab         | | 30188    |                |
| 30189        | Billstedter Hauptstraße 80, 82, 84 (Lage)                                                                      | E   |                                                                       | Billstedter Hauptstraße 80-84                                                                   |                     | | 30189    |                |
| 14302        | Billstedter Hauptstraße 80 (Lage)                                                                              | O   | Wohngeschäftshaus (ehem. Postamt)                                     |                                                                                                 | 1915, um            | | 30189    |                |
| 14303        | Billstedter Hauptstraße 82 (Lage)                                                                              | O   | Wohngeschäftshaus                                                     |                                                                                                 | 1905, um            | | 30189    |                |
| 14304        | Billstedter Hauptstraße 84 (Lage)                                                                              | O   | Wohnhaus                                                              |                                                                                                 | 1905, um            | | 30189    |                |
| 30028        | Billstedter Hauptstraße 86, 90, zwischen Nr. 86 und 90 (Lage)                                                  | E   |                                                                       | Kreuzkirche Billstedter Hauptstraße                                                             |                     | | 30028    | BW             |
| 14305        | Billstedter Hauptstraße 86 (Lage)                                                                              | O   | Gemeindehaus                                                          |                                                                                                 | 1925, um            | | 30028    | BW             |
| 14306        | Billstedter Hauptstraße 90 (Lage)                                                                              | O   | Gemeindehaus                                                          |                                                                                                 | 1910, um            | | 30028    | BW             |
| 14387        | Billstedter Hauptstraße 102 (Lage)                                                                             | O   | Villa                                                                 | Direktoren-Villa der Jute-Spinnerei                                                             | 1898                | Schümann, Carl |          |                |
| 30190        | Billstedter Hauptstraße 106, 106a (Lage)                                                                       | E   |                                                                       | Billstedter Hauptstraße 106-106a                                                                |                     | | 30190    | BW             |
| 14388        | Billstedter Hauptstraße 106 (Lage)                                                                             | O   | Wohngebäude (Vorderhaus, Wohnterrasse)                                |                                                                                                 | 1898                | Bruns, F. | 30190    | BW             |
| 14389        | Billstedter Hauptstraße 106a (Lage)                                                                            | O   | Wohngebäude (Hinterhaus, Wohnterrasse)                                |                                                                                                 | 1899                | Bruns, F. | 30190    | BW             |
| 14390        | Billstedter Hauptstraße 112 (Lage)                                                                             | O   | Kinderheim                                                            |                                                                                                 | 1953, um            | |          | BW             |
| 14282 (1144) | Billstedter Hauptstraße 114 (Lage)                                                                             | O   | Wohnhaus                                                              |                                                                                                 | 1880/1890           | |          |                |
| 14281 (1148) | Billstedter Hauptstraße 120 (Lage)                                                                             | O   | Villa                                                                 |                                                                                                 | 1869                | |          |                |
| 13835 (250)  | Billstedter Hauptstraße bei Nr. 120 (Lage)                                                                     | O   | Burganlage                                                            | Spökelberg                                                                                      | 9. Jh., ab          | |          |                |
| 12874        | Billstedter Hauptstraße zwischen Nr. 86 und 90 (Lage)                                                          | O   | Kirchengebäude                                                        | Kreuzkirche                                                                                     | 1952/53             | Langmaack, Gerhard | 30028    | weitere Bilder |
| 30186        | Billstedter Mühlenweg 21, 21a, 23, 23a, 25, 25a, 27, 27a, 29, 29a, 31, 31a, Kapellenstraße 6, 8, 10, 12 (Lage) | E   |                                                                       | Siedlung Billstedter Mühlenweg / Kapellenstraße                                                 |                     | | 30186    |                |
| 14291        | Billstedter Mühlenweg 21, 21a (Lage)                                                                           | O   | Siedlungsbau                                                          |                                                                                                 | 1926–28             | Berg & Paasche | 30186    | BW             |
| 14292        | Billstedter Mühlenweg 23, 23a (Lage)                                                                           | O   | Siedlungsbau                                                          |                                                                                                 | 1926–28             | Berg & Paasche | 30186    | BW             |
| 14293        | Billstedter Mühlenweg 25, 25a (Lage)                                                                           | O   | Siedlungsbau                                                          |                                                                                                 | 1926–28             | Berg & Paasche | 30186    | BW             |
| 14294        | Billstedter Mühlenweg 27, 27a (Lage)                                                                           | O   | Siedlungsbau                                                          |                                                                                                 | 1926–28             | Berg & Paasche | 30186    | BW             |
| 14295        | Billstedter Mühlenweg 29, 29a (Lage)                                                                           | O   | Siedlungsbau                                                          |                                                                                                 | 1926–28             | Berg & Paasche | 30186    | BW             |
| 14296        | Billstedter Mühlenweg 31, 31a (Lage)                                                                           | O   | Siedlungsbau                                                          |                                                                                                 | 1926–28             | Berg & Paasche | 30186    | BW             |
| 39042        | Driftredder o.Nr. (Lage)                                                                                       | O   | Park                                                                  | Öjendorfer Park                                                                                 | 1958, ab            | |          | weitere Bilder |
| 30029        | Havighorster Redder 46a, 46b, 46c, 46d, 48, 50 (Lage)                                                          | E   |                                                                       | Gemeindezentrum Mümmelmannsberg Havighorster Redder                                             |                     | | 30029    | weitere Bilder |
| 14733 (1583) | Havighorster Redder 46a (Lage)                                                                                 | O   | Pastorat                                                              |                                                                                                 | 1974/76             | Grundmann, Rehder, Zeuner (Grundmann, Friedhelm/Rehder, Otto/Zeuner, Friedhelm)                                        | 30029    | BW             |
| 14734 (1583) | Havighorster Redder 46b (Lage)                                                                                 | O   | Pastorat                                                              |                                                                                                 | 1974/76             | Grundmann, Rehder, Zeuner (Grundmann, Friedhelm/Rehder, Otto/Zeuner, Friedhelm)                                        | 30029    | BW             |
| 14735 (1583) | Havighorster Redder 46c (Lage)                                                                                 | O   | Pastorat                                                              |                                                                                                 | 1974/76             | Grundmann, Rehder, Zeuner (Grundmann, Friedhelm/Rehder, Otto/Zeuner, Friedhelm)                                        | 30029    | BW             |
| 14736 (1583) | Havighorster Redder 46d (Lage)                                                                                 | O   | Pastorat                                                              |                                                                                                 | 1974/76             | Grundmann, Rehder, Zeuner (Grundmann, Friedhelm/Rehder, Otto/Zeuner, Friedhelm)                                        | 30029    | BW             |
| 12878 (1583) | Havighorster Redder 48 (Lage)                                                                                  | O   | Gemeindezentrum (Kirchengebäude; u. a.)                               | Gemeindezentrum Mümmelmannsberg                                                                 | 1974/76             | Grundmann, Rehder, Zeuner (Grundmann, Friedhelm/Rehder, Otto/Zeuner, Friedhelm); Kock, Hans (Ausstattung, Einfriedung) | 30029    |                |
| 12877 (1583) | Havighorster Redder 50 (Lage)                                                                                  | O   | Gemeindezentrum (Kirchengebäude; u. a.)                               | Gemeindezentrum Mümmelmannsberg                                                                 | 1974/76             | Grundmann, Rehder, Zeuner (Grundmann, Friedhelm/Rehder, Otto/Zeuner, Friedhelm); Kock, Hans (Ausstattung, Einfriedung) | 30029    |                |
| 14287        | Kapellenstraße 6 (Lage)                                                                                        | O   | Siedlungsbau                                                          |                                                                                                 | 1928–30             | Berg & Paasche | 30186    |                |
| 14288        | Kapellenstraße 8 (Lage)                                                                                        | O   | Siedlungsbau                                                          |                                                                                                 | 1926–28             | Berg & Paasche | 30186    |                |
| 14289        | Kapellenstraße 10 (Lage)                                                                                       | O   | Siedlungsbau                                                          |                                                                                                 | 1926–28             | Berg & Paasche | 30186    |                |
| 14290        | Kapellenstraße 12 (Lage)                                                                                       | O   | Siedlungsbau                                                          |                                                                                                 | 1926–28             | Berg & Paasche | 30186    |                |
| 29342        | Legienstraße 10 (Lage)                                                                                         | O   | Villa; Einfriedung                                                    | Legienstraße 10, Villa mit Einfriedung                                                          | 1910, um            | |          | BW             |
| 29344        | Manshardtstraße 200 (Lage)                                                                                     | E   | Parkfriedhof (Grabmale, Grabanlagen, Kapelle, Rasengrabfelder, u. a.) | Friedhof Öjendorf, Friedhofsanlage mit Verwaltungsgebäude, Krematorium und Feierhallen          | 1966 (Eröffnung)    | Rausch, Karl Gustav |          | weitere Bilder |
| 14297        | Merkenstraße 15 (Lage)                                                                                         | O   | Wohnhaus (mit Stall, Anbau)                                           |                                                                                                 | 1929                | Heimstätte Schleswig-Holstein                                                                                          |          |                |
| 14398        | Merkenstraße 19 (Lage)                                                                                         | O   | Wohnhaus                                                              |                                                                                                 | 1906                | Nicht ermittelbar |          |                |
| 30187        | Merkenstraße 38, 40 (Lage)                                                                                     | E   |                                                                       | Merkenstraße 38-40                                                                              |                     | | 30187    |                |
| 14399        | Merkenstraße 38 (Lage)                                                                                         | O   | Wohnhaus; Nebengebäude                                                |                                                                                                 | 1880/1890er Jahre   | | 30187    |                |
| 14298        | Merkenstraße 40 (Lage)                                                                                         | O   | Einfamilienhaus                                                       |                                                                                                 | 1880/1890er Jahre   | | 30187    |                |
| 14299        | Möllner Landstraße 81 (Lage)                                                                                   | O   | Wohnhaus                                                              |                                                                                                 | 1902                | Raabe & Wöhlecke |          |                |
| 14300        | Möllner Landstraße bei Nr. 207, auf dem Sportplatz (Lage)                                                      | O   | Denkmal                                                               |                                                                                                 | 1930er Jahre        | |          | BW             |
| 14400        | Mümmelmannsberg 7a (Lage)                                                                                      | O   | Mühlenensemble                                                        |                                                                                                 | 19. Jh.             | | 30188    | BW             |
| 14401        | Mümmelmannsberg 7b (Lage)                                                                                      | O   | Mühlenensemble                                                        |                                                                                                 | 19. Jh.             | | 30188    | BW             |
| 14402        | Mümmelmannsberg 7c (Lage)                                                                                      | O   | Mühlenensemble                                                        |                                                                                                 | 19. Jh.             | | 30188    | BW             |
| 29337        | Öjendorfer Weg 10 (Lage)                                                                                       | O   | Kirchengebäude; Pfarrhaus                                             | Öjendorfer Weg 10, St. Paulus-Thaddäuskirche, Kirchengebäude mit Pfarrhaus                      | 1929                | Bensel, Kamps & Amsinck (Bensel, Carl Gustav/Kamps, Johann/Amsinck, Heinrich)                                          |          | weitere Bilder |
| 29336 (1091) | Öjendorfer Weg 30 und 30a (Lage)                                                                               | O   | Wasserwerk                                                            | Öjendorfer Weg 30 und 30a, ehem. Wasserwerk Billstedt, heute Sitz des Kulturpalasts Hamburg     | 1912–13             | |          | weitere Bilder |
| 14396        | Pergamentweg 1 (Lage)                                                                                          | O   | Schulanlage (Gymnasium) (Schulgebäude)                                | Kurt-Körber-Gymnasium                                                                           | 1971–73; 1977; 1980 | Schramm & Pempelfort (Pempelfort, Gerd/Schramm, Jost)                                                                  |          | weitere Bilder |
| 14285        | Rehkoppel 29, Schiffbeker Weg auf Höhe von Rehkoppel 29 (Lage)                                                 | O   | Grenzstein                                                            | Grenzstein Rehkoppel / Schiffbeker Weg                                                          | Nicht ermittelbar   | |          | BW             |
| 29343        | Schiffbeker Weg 144 (Lage)                                                                                     | O   | Friedhof (Grabmale; Grabanlagen; Kapelle; Verwaltungsgebäude; u. a.)  | Friedhof Schiffbek, Schiffbeker Weg 144, Friedhofsanlage mit Kapelle und Verwaltungsgebäude     | 1910/1920er Jahre   | |          |                |
| 30185        | Steinbeker Berg o.Nr., Steinbeker Marktstraße o.Nr.                                                            | E   |                                                                       | Grabsteinsammlung auf dem Kirchhof der Kirche Steinbek Steinbeker Marktstraße / Steinbeker Berg |                     | | 30185    |                |
| 14283 (302)  | Steinbeker Berg o.Nr. (Lage)                                                                                   | O   | Grabsteine                                                            | Grabsteinsammlung auf dem Kirchhof der Kirche in Steinbek                                       | 17.–19. Jh.         | | 30185    |                |
| 29341        | Steinbeker Berg o.Nr. (Lage)                                                                                   | O   | Kirchengebäude; u. a.                                                 | Steinbeker Berg o.Nr., Trinitatiskirche, Kirchengebäude mit Friedhof und Grabsteinen            | 1883/84             | Ritscher, Otto |          | weitere Bilder |
| 29340        | Steinbeker Hauptstraße 84 (Lage)                                                                               | O   | Hofanlage                                                             | Steinbeker Hauptstraße 84, Hofanlage mit Haupt- und Nebengebäuden                               | 19. Jh., Ende       | |          | BW             |
| 30191        | Steinbeker Hauptstraße 92, 92a (Lage)                                                                          | E   |                                                                       | Altes Pastorat Steinbeker Hauptstraße                                                           |                     | | 30191    | BW             |
| 14393        | Steinbeker Hauptstraße 92 (Lage)                                                                               | O   | Gemeindehaus                                                          |                                                                                                 | 1870, um            | | 30191    | BW             |
| 14394        | Steinbeker Hauptstraße 92a (Lage)                                                                              | O   | Pfarrhaus                                                             |                                                                                                 | 1870, um            | | 30191    | BW             |
| 14395        | Steinbeker Hauptstraße 98 (Lage)                                                                               | O   | Wohnhaus                                                              |                                                                                                 | 1897                | |          | BW             |
| 29077        | Steinbeker Hauptstraße gegenüber von Nr. 187 (Lage)                                                            | O   | Meilenstein (Kilometerstein)                                          | Berlin-Kilometerstein                                                                           | 1956/57             | Dübbers (Stele)/Sintenis, Renée (Relief)                                                                               |          | BW             |
| 14391        | Steinbeker Hauptstraße o.Nr. (Lage)                                                                            | O   | Denkmal                                                               | Denkmal für die Erhebung Schleswig-Holsteins                                                    | 1898                | |          | BW             |
| 14392        | Steinbeker Hauptstraße o.Nr. (Lage)                                                                            | O   | Kriegerdenkmal (Kriegerdenkmal 1914/18)                               |                                                                                                 | 1918, nach          | |          | BW             |
| 14795 (302)  | Steinbeker Marktstraße o.Nr. (Lage)                                                                            | O   | Grabsteine                                                            | Grabsteinsammlung auf dem Kirchhof der Kirche in Steinbek                                       | 17.–19. Jh.         | | 30185    | BW             |
| 14284 (508)  | Steinbeker Reihe o.Nr. (Lage)                                                                                  | O   | Straßenbrücke                                                         | Franzosenbrücke über die Glinder Au,                                                            | 1802                | |          |                |